# جوهر مازو

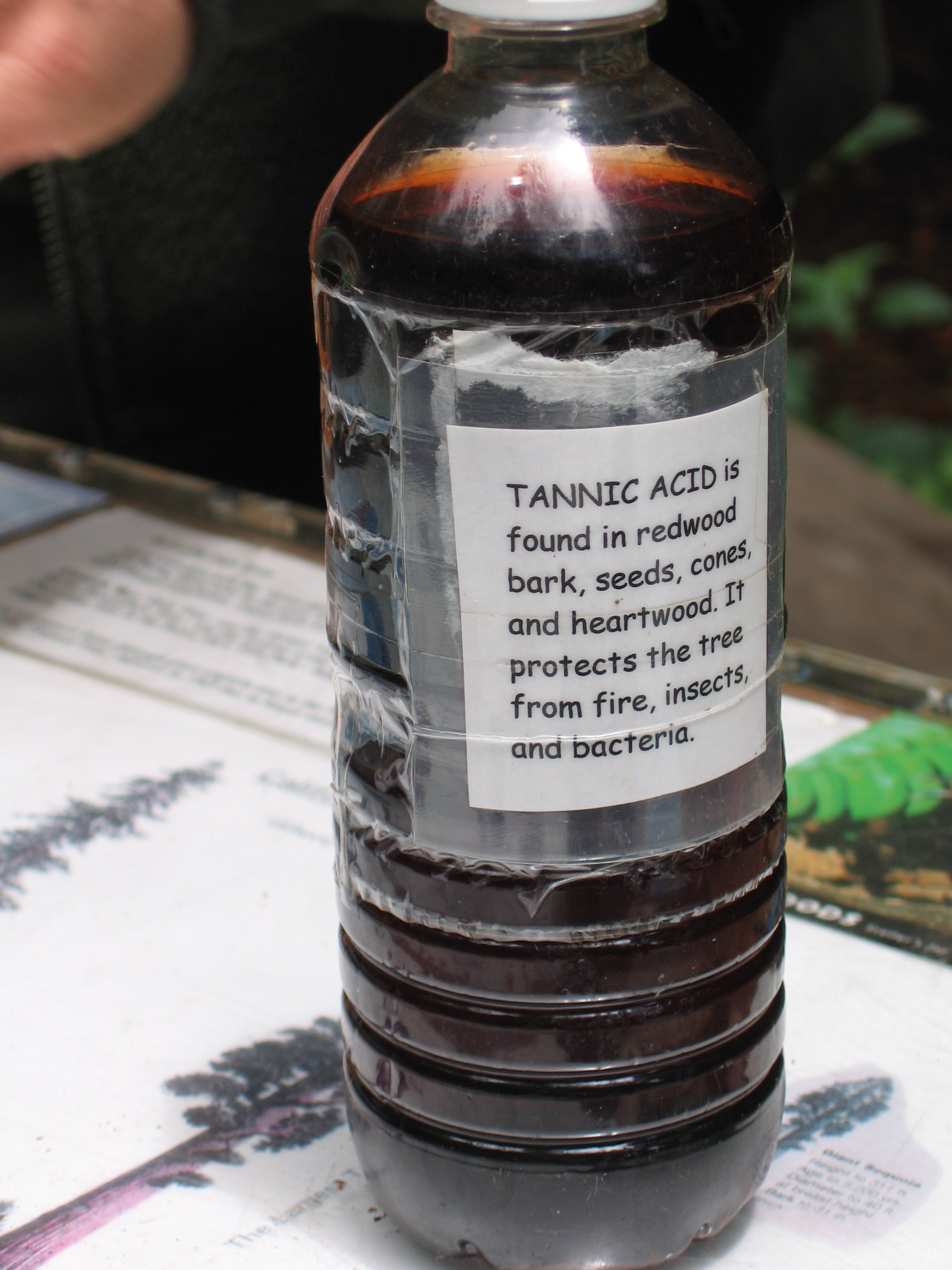
بطری حاوی اسید تانیک

جوهر مازو یا تانَن (به فرانسوی: Tanin) ماده‌ای شیمیایی است که در برخی از میوه‌ها و بذرها وجود دارد و حالت گسی ایجاد می‌کند. جوهر مازو ماده‌ای است که در عصارهٔ بسیاری از گیاهان وجود دارد. معمولاً آن را از پوست بلوط به دست می‌آورند؛ ولی علاوه بر بلوط گیاهان دیگری نیز مانند سماق، چای، سیب نارس، به نارس، قهوه، برگ گردو و بارهنگ نیز دارای جوهر مازو هستند. از گیاهانی که دارای این ماده هستند در صنعت چرم‌سازی استفاده می‌شود.
مصرف زیاد جوهر مازو موجب تحریک معده، باریکی روده، حالت استفراغ و تهوع خواهد شد. تانن‌ها دارای جرم مولکولی از ۵۰۰ تا بیش از ۳۰۰۰ هستند. وجود تان‌ها در آب چاه می‌تواند باعث ایجاد بوی بد و یا طعم تلخ گردد اما لزوماً، نوشیدن چنین آبی خطراتی به دنبال ندارد. نرم‌چوب‌ها، به طور کلی دارای تانن کمتری نسبت به سخت‌چوب‌ها هستند با این وجود، استفاده از آنها در جایی مثل آکواریوم توصیه نمی‌شود.
تانیک اسید (فرم ویژه‌ای از تانن) قهوه‌ای رنگ است. بنابراین و به طور کلی، چوب‌های سفید دارای محتوای تانن کمی هستند. چوب‌هایی مثل سدر، بلوط، سرخ‌چوب، بلوط قرمز شمالی و غیره که رنگ‌های زرد، قرمز یا قهوه‌ای تیره دارند حاوی مقادیر زیادی تانن هستند.